# Missionarissen van Steyl

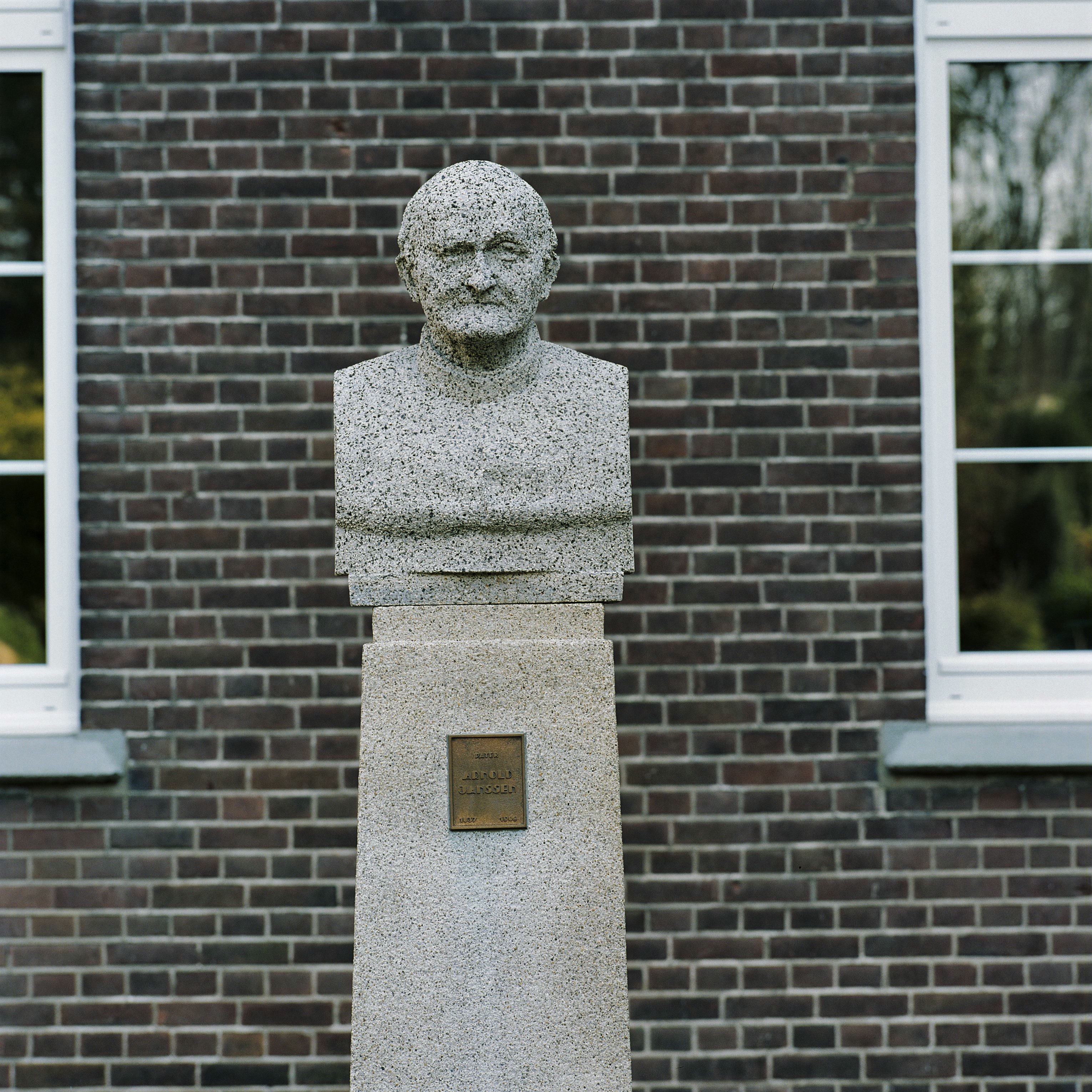
Borstbeeld van pater Arnold Janssen SVD bij het Heilig Hartklooster in Steyl

Missionarissen van Steyl is de informele naam van de rooms-katholieke congregatie Gezelschap van het Goddelijke Woord (Latijn: Societas Verbi Divini, afgekort SVD). De missiecongregatie werd in 1875 te Steyl opgericht door Arnold Janssen, een priester uit het Duitse Goch, die in 2003 heilig verklaard werd. Het gaat om een van de grootste congregaties binnen de Rooms-Katholieke Kerk met op 1 januari 2012 een geprofest ledenaantal van 6.015, waarvan 65 in Nederland. Het moederhuis bevindt zich in Steyl, het provincialaat in Teteringen en het generalaat in Rome.

## Geschiedenis
Het stichten van een Duits missiehuis werd in de jaren zeventig van de negentiende eeuw door de Pruisische overheid tijdens de zogenoemde Kulturkampf onmogelijk gemaakt. Daarom stichtte Arnold Janssen op 8 september 1875 zijn missiecongregatie in het Nederlandse Steyl. In 1889 volgde de oprichting van de congregatie van de 'Dienaressen van de Heilige Geest', eerst die van de Missiezusters Dienaressen van de Heilige Geest (de Missiezusters van Steyl) en in 1896 ook die van slotzusters, de Dienaressen van de Heilige Geest van de Altijddurende Aanbidding (de Slotzusters van Steyl). Op 19 oktober 1975 werd de oprichter van de congregatie, Arnold Janssen, door paus Paulus VI zalig verklaard. Op 5 oktober 2003 werd hij door Paus Johannes Paulus II heilig verklaard.
De congregatie richtte zich op de missie, wat onder meer de verbreiding van het rooms-katholieke geloof in de Nederlandse koloniën inhield. In 1879 werden de eerste missionarissen uitgezonden naar het Chinees Keizerrijk. In 2005 was ongeveer een kwart van alle congregatieleden gevestigd in Indonesië.  

## Vestigingen in Nederland
De wereldwijde orde heeft haar moederhuis in Steyl, het Missiehuis St. Michaël. Daar in de buurt ligt ook het Missiemuseum Steyl, dat de congregatie in 1931 heeft opgericht. Een tweede Nederlands missiehuis bevond zich van 1911 tot 1944 in Uden, het Missiehuis Uden. In 1954 werd in Deurne het Missiehuis Deurne gesticht. Er waren voor 1940 nog drie andere vestigingen in Nederland en twee in België. Van 1925 tot 1989 was de congregatie ook gevestigd in het Kontakt der Kontinenten in Soesterberg, dat achtereenvolgens in gebruik was als seminarie, vormings-, conferentie- en studiecentrum voor missionarissen. Anno 2016 bestonden er nog communiteiten in Den Haag, Duivendrecht, Nieuwegein en Schiedam. Het provincialaat van de Nederlandse provincie is gevestigd in het Missiehuis Sint-Franciscus Xaverius aan de Arnold Janssenlaan in Teteringen. Dat Missiehuis doet tevens dienst als zorgcentrum voor paters die hulpbehoevend zijn.

## Bekende missionarissen van Steyl
- Arnold Janssen (1837-1909), kloosterstichter; in 2003 heilig verklaard
- Josef Freinademetz (1852-1908), missionaris en bisschop in China; in 2003 heilig verklaard
- Petrus Noyen (1870-1921), Apostolisch Prefect der Kleine Soenda-eilanden (Indonesië)
- Thomas Tien Ken-sin (1890-1967), aartsbisschop van Peking (China);
- Jan Buis (1892-1935), missionaris werkzaam in Shandong (China)
- Jacques Pessers (1896-1961), apostolisch vicaris van Atambua (Indonesië)
- Piet Heerkens (1897-1944), missionaris op Flores (Indonesië), folklorist en dichter in Tilburgs dialect
- Frans Simons (1908-2002), bisschop van Indore (India)
- Theodorus van den Tillaart (1909-1991), bisschop van Atambua op Timor
- Willem van Bekkum (1910-1998), bisschop van Ruteng op het eiland Flores[2]
- Henri van Straelen (1903-2004), werkzaam in Japan
- Theo Verhoeven (1907-1990), werkte als missionaris op Flores waar hij archeologische en paleontologische ontdekkingen deed[3]
- Theo van Zijl[4] (1919-1996), auteur van een proefschrift over Geert Grote[5]
- Leo Elders (1926-2019), thomist
- Fernando Lugo (geb. 1949), bisschop, nam in 2005 ontslag en werd per april 2008 tot en met juni 2012 president van Paraguay